# Bianca Berini
Bianca Berini (ur. 2 grudnia 1928 w Trieście, zm. 14 lipca 2004 w Mediolanie) – włoska śpiewaczka operowa, mezzosopran dramatyczny, śpiewająca w latach 60., 70. i 80. XX wieku na wiodących scenach europejskich i amerykańskich, przez wiele lat związana z Metropolitan Opera w Nowym Jorku.

## Kariera
Śpiewała cały wielki repertuar partii dramatycznego mezzosopranu, łącząc w swoim śpiewie mięsisty, umiejętnie stosowany rejestr piersiowy i swobodne góry z niezwykle dramatyczną interpretacją. Największe sukcesy odnosiła w partiach verdiowskich: Amneris w Aidzie, Azucena w Trubadurze, Ulryka w Balu maskowym, Eboli w Don Carlosie i Pani Quickly w Falstaffie, Federikę w Luizie Miller, sporadycznie Preziosillę w Mocy przeznaczenia. Śpiewała Adalgisę w Normie Vincenza Belliniego Laurę w Giocondzie Amilcare Ponchiellego, Księżnę de Bouillon w Adrianie Lecouvreur Francesca Cilei, Leonorę w Faworycie, Ciotkę Księżnę w Siostrze Angelice, Frugolę w Płaszczu Giacoma Pucciniego, Santuzzę w Rycerskości wieśniaczej Pietra Mascagniego, Ortudę w Lohengrinie Wagnera, Dalilę w Samsonie i Dalili Saint-Saënsa.
Po raz pierwszy pojawiła się w La Scali w 1956 roku w niewielkiej roli w Ognistym aniele Prokofiewa. Jej pierwsze zachowane nagrania z lat 60. to m.in. Fenena w Nabuccu Verdiego i Lola w Rycerskości wieśniaczej.
Amerykański debiut śpiewaczki nastąpił w Operze w Dallas, 22 listopada 1963 roku (Arnalta w Koronacji Poppei Monteverdiego). Pierwszy występ z zespołem Metropolitan Opera odbył się podczas występów gościnnych Opery w Atlancie, 3 maja 1976, Berini wystąpiła jako Laura w Giocondzie.
Ostatnim występem operowym Berini była Amneris w Baltimore w 1985 (u boku Aprile Milo i Lando Bartoliniego).

## Nagrania
Zachowało się wiele jej żywych występów: transmisje radiowe i telewizyjne, m.in.:
- Bellini, Norma, Montserrat Caballé, Bianca Berini, Gianfranco Cecchele, Georg Pappas, cond. Gianfranco Masini, Marsylia,1974, OD 10349-2
- Verdi, Aida, Montserrat Caballé, Bianca Berini, Placido Domingo, Gianpiero Mastromei, Gwynne Howell, Juan Pons, cond. Gianfranco Masini, Barcelona 1974, OD 10135-2
- Verdi, Un Ballo In Maschera, Louis Quilico, Katia Ricciarelli, Luciano Pavarotti, Judith Blegen, Bianca Berini, cond. Giuseppe Patanè, Metropolitan Opera Orchestra, Decca: 001101309
- Verdi: Il Trovatore, Carlo Bergonzi, Katia Ricciarelli, Bianca Berini, Renato Bruson, cond. Maurizio Arena, Historical Live Recording, Macerata 1977
- Verdi, Requiem, Montserrat Caballé, Bianca Berini, Plácido Domingo, Paul Plishka cond. Zubin Mehta, Nowy Jork, 22 października 1980, CBS, CD: D236927
- Wagner, Lohengrin (in Italian), Katia Ricciarelli, Gilbert Py, Bianca Berini, Silvano Carroli, Carlo Cava, cond. Bruno Bartoletti, Teatro La Fenice, Wenecja, 1973, OD 10579-3